# Katherine Knight
Katherine Mary Knight (* 24. Oktober 1955 in Tenterfield, Australien) ist eine australische Mörderin. Sie ist die erste Australierin, die zu lebenslanger Haft ohne die Möglichkeit einer Entlassung verurteilt wurde.

## Leben

### Kindheit und Jugend
Katherine Knight war die jüngere von Zwillingen, die aus der Partnerschaft von Barbara Roughan (geb. Thorley) und Ken Knight, einem Arbeitskollegen von deren Ehemann Jack Roughan, stammten. Nach dem Tod Jack Roughans lebten die Kinder bei der Knight-Familie. Ken Knight war ein Alkoholiker, der Barbara Roughan offen bedrohte und vergewaltigte. Nach Aussagen Katherine Knights und weiterer Familienmitglieder wurde auch sie bis zum Alter von 11 Jahren häufig von verschiedenen Familienmitgliedern sexuell missbraucht, jedoch nicht von ihrem Vater. Die Familie zog 1969 nach Aberdeen.
In ihrer Kindheit war Katherine dafür bekannt, nach kleineren Verärgerungen unkontrollierte Wutausbrüche zu haben. Sie griff mindestens einen Schuljungen mit einer Waffe an und wurde von einem Lehrer verletzt, dessen Verhalten auf Notwehr zurückgeführt wurde. Die meiste Zeit war Knight eine umgängliche Schülerin, die Auszeichnungen für gutes Betragen erhielt. Mit 15 Jahren verließ sie die Schule in Muswellbrook und begann ein Jahr später in einem ortsansässigen Schlachthof zu arbeiten, wo sie bald für das Ausbeinen zuständig war und eine eigene Reihe von Fleischermessern erhielt – eine Arbeit, die sie selbst als „Traumjob“ beschrieb. Zuhause hängte Knight die Messer über ihr Bett, sodass sie „stets griffbereit wären, wenn ich sie bräuchte“. Diese Gewohnheit behielt sie bis zu ihrer Verhaftung bei.

### Ehe mit David Kellett
Katherine Knight lernte ihren Arbeitskollegen David Stanford Kellett, einen Alkoholiker, 1973 kennen. Das Paar heiratete im folgenden Jahr auf Knights Wunsch. Auf der Hochzeit warnte Barbara Roughan Kellett, dass ihre Tochter psychisch labil und zu Mord fähig sei. In der Hochzeitsnacht versuchte Knight, Kellett zu erwürgen. Sie rechtfertigte diese Handlung damit, dass ihr Ehemann schon nach dreimaligem Sex einschlief. Die Ehe blieb gewalttätig. Als Kellett einmal zu spät nach Hause kam, verbrannte sie alle seine Kleider und schlug ihn mit einer Bratpfanne auf den Hinterkopf. Kellett zog sich dabei einen Schädelbruch zu, wurde aber im Nachhinein von ihr überredet, die erstattete Anzeige wieder zurückzuziehen. Kurz nach der Geburt der ersten Tochter im Mai 1976 verließ Kellett seine Frau. Knight wurde daraufhin in der Öffentlichkeit beobachtet, wie sie den Kinderwagen heftig hin- und herschleuderte. Nachdem man bei ihr postpartale Depression diagnostiziert hatte, wurde sie ins St. Elmo’s Hospital in Tamworth eingewiesen. Nach ihrer Entlassung legte sie ihre zwei Monate alte Tochter auf ein Bahngleis, stahl eine Axt und drohte in der Stadt mit Mord. Wiederum eingeliefert, wurde sie noch am selben Tag entlassen. Das Kind wurde durch einen Ortsansässigen gerettet. Einige Tage später fügte Knight einer Frau mit einem ihrer Messer Gesichtsverletzungen zu und zwang sie, sie nach Queensland zu fahren, um Kellett zu finden. An einer Tankstelle konnte die Frau flüchten. Dort nahm Knight einen Jungen als Geisel und bedrohte ihn mit dem Messer, bevor sie von der Polizei entwaffnet werden konnte. Sie wurde in die psychiatrische Klinik in Morisset eingeliefert, wo sie den Pflegerinnen mitteilte, sie habe den Mechaniker an der Tankstelle töten wollen, weil er das Auto, das Kellett zu seiner Flucht nutzte, repariert hatte.
Knight wurde am 9. August 1976 entlassen und in die Obhut von Kellett und dessen Mutter gegeben, die sie schon nach der Einweisung unterstützt hatten und zusammen mit ihr nach Woodridge zogen. 1980 wurde eine zweite Tochter geboren. 1984 verließ sie Kellett. Im nahegelegenen Ipswich City nahm sie wieder eine Arbeit als Fleischerin auf, wurde aber nach einem Jahr berufsunfähig und zog in ein staatlich finanziertes Haus in Aberdeen.

### Beziehung mit David Saunders
1986 lernte Knight den 38-jährigen Minenarbeiter David Saunders kennen, der zu ihr und den Töchtern zog. Häufig warf Knight Saunders eifersüchtig aus dem Haus, um ihn dann wieder zur Rückkehr zu überreden. Im Mai 1987 schnitt sie Saunders’ zwei Monate altem Hund die Kehle durch, um zu zeigen, was passieren würde, wenn Saunders fremdginge, und schlug diesen anschließend mit einer Bratpfanne bewusstlos. 1988 wurde eine dritte Tochter geboren. Knight dekorierte das Haus vollständig mit Tierhäuten, -schädeln und -hörnern, rostigen Tierfallen, Lederjacken, alten Gummistiefeln, Macheten, Rechen und Heugabeln. Saunders floh, nachdem Knight ihn mit einem Bügeleisen in das Gesicht geschlagen und seine Kleider zerschnitten hatte. Als er einige Monate später zurückkehrte, um seine Tochter zu sehen, stellte er fest, dass Knight zur Polizei gegangen war und eine Verfügung gegen ihn wegen angeblicher Gewalttätigkeit erwirkt hatte.

### Beziehung mit John Chillingworth und Mord an John Price

Ausschnitt aus der bei John Price’ Überresten gefundenen Notiz

Knight wurde 1990 von ihrem früheren Arbeitskollegen John Chillingworth schwanger und gebar einen Sohn. Sie verließ Chillingworth nach drei Jahren und zog 1995 nach Aberdeen zu John Price, einem geschiedenen Vater von drei Kindern. Price war sich des gewalttätigen Rufs Knights bewusst. Die Beziehung verlief zunächst zufriedenstellend. Nach einem Streit wegen Price’ Weigerung, Knight zu heiraten, warf er sie aus dem Haus. Nach einigen Monaten nahm Price die Beziehung wieder auf, weigerte sich aber, sie in sein Haus ziehen zu lassen, und hatte wieder oft heftigen Streit mit ihr.
Nachdem sie im Februar 2000 mit einem Messer auf Price’ Brust eingestochen hatte, erwirkte er eine einstweilige Verfügung, um sie von seinem Haus und den Kindern fernzuhalten. An diesem Nachmittag erzählte Price seinen Arbeitskollegen, wenn er am nächsten Tag nicht zur Arbeit erscheine, sei er ermordet worden. Trotz Bedenken seiner Kollegen kehrte er zu seinem Haus zurück. Dort angekommen, stellte er fest, dass Knight, die nicht anwesend war, seine Kinder über Nacht zu Bekannten gebracht hatte. Um 11 Uhr ging er zu Bett. Als Knight nach Hause kam, weckte sie Price. Beide hatten ein letztes Mal Sex, woraufhin er wieder einschlief. Nach der Rekonstruktion stach Knight auf den schlafenden Price ein, der danach vor ihr flüchtete und im Haus zusammenbrach. Die Obduktion ergab, dass auf ihn mindestens 37 Mal eingestochen worden war und mehrere Stiche lebenswichtige Organe getroffen hatten. Anschließend hob Knight 1000 Dollar von Price’ Bankkonto ab. Einige Stunden nach Price’ Tod häutete Knight ihn, hängte die Haut an einen Fleischerhaken, schnitt seinen Kopf ab und kochte Teile seines Körpers zusammen mit Gemüse. Sie richtete die Mahlzeit auf Tellern für Price’ Kinder an, jeder mit einem Namensschild versehen. Ein weiteres Gericht wurde aus unbekanntem Grund in den Garten geworfen. Price’ Kopf wurde in einem Topf mit Gemüse gefunden, und ein Arm war über eine leere Getränkeflasche gelegt. Knight hinterließ auf einer Fotografie von Price eine mit Blut und Fleischteilen bedeckte handschriftliche Notiz, in der sie Price bezichtigte, ihre Tochter vergewaltigt zu haben. Diese Anschuldigung erwies sich als nicht haltbar. Ein Nachbar und ein Kollege, die Blut an der Haustür fanden, nachdem Price nicht zur Arbeit erschienen war, alarmierten am folgenden Morgen die Polizei. Knight, die eine Überdosis Tabletten eingenommen hatte, wurde im Haus bewusstlos aufgefunden.

### Gerichtsprozess und Verurteilung
Knight wurde am 2. Februar 2001 wegen Mordverdacht festgenommen. Die Gerichtsverhandlung fand am 15. Oktober statt. Am folgenden Morgen plädierte Knight auf schuldig, wies aber eine Verantwortung für das Verbrechen zurück. Knights Verteidigung hatte geplant, Erinnerungsverlust und Dissoziation geltend zu machen, eine Behauptung, die durch Psychiater gestützt wurde.
Am 8. November sprach Richter Barry O’Keefe Knight wegen Mordes schuldig. Er verhängte eine lebenslange Freiheitsstrafe ohne Möglichkeit der vorzeitigen Entlassung. Im Juni 2006 legte Knight gegen das Urteil Einspruch ein, da die verhängte Strafe für das Verbrechen zu schwer sei. Der Einspruch wurde im September vom Berufungsgericht abgelehnt. Knight verbüßt die Strafe im Silverwater Women’s Correctional Centre.